# Клеопатра (кратер)
Клеопа́тра (лат. Cleopatra) — один из самых больших ударных кратеров Венеры. Расположен в горах Максвелла на высоте 6,8 км, что делает его высочайшим крупным кратером планеты (выше расположен только маленький кратер Hamuda). Имеет сложное строение: внутри впадины диаметром около 100 км находится вдвое меньшее углубление, из которого за пределы кратера выходит извилистый канал шириной несколько километров. По этому каналу из Клеопатры когда-то вытекло около 3000 км3 лавы, потоки которой протянулись на сотни километров и залили множество долин общей площадью больше самого кратера. Видимо, это и стало причиной его удивительно большой глубины — более чем вдвое превышающей обычную для кратеров такого диаметра.

## Исследование и наименование
Этот кратер был открыт на радарных снимках, сделанных в обсерватории Аресибо (по другим данным — благодаря альтиметрическим измерениям аппарата «Пионер-Венера-1», впервые осуществившего радиолокацию Венеры с орбиты). Более детальные данные получили аппараты «Венера-15» и «Венера-16» в 1983—1984 годах. «Магеллан», исследовавший Венеру в 1990—1994 годах, получил изображения этой местности с разрешением 120 м — самые лучшие по состоянию на 2013 год.
Кратер назван в честь египетской царицы Клеопатры. Сначала он получил имя «патера Клеопатры» (лат. Cleopatra Patera), но потом переименован в кратер Клеопатра (Cleopatra). Это название было утверждено Международным астрономическим союзом в 1992 году.

## Описание
Клеопатра расположена на восточном склоне гор Максвелла, и высота её края к востоку уменьшается. Параллельные хребты, составляющие горную систему, в окрестностях кратера прослеживаются слабо: вероятно, при его образовании они были засыпаны выбросами. Толщина слоя этих осадков, видимо, достигает сотен метров и, таким образом, сравнима с глубиной долин, разделяющих хребты. Выбросы окружают кратер неправильным кольцом: на севере и юге они прослеживаются примерно до 210 км от центра, а на западе и востоке — до 130 км. По сравнению с другими венерианскими кратерами их у Клеопатры немного. Характерного тёмного гало из осадков у неё нет вообще.
Диаметр внешней впадины — около 100 км (по разным оценкам, 95, 105 или 108), а внутренней — 45–55 км. Они разделены неровным валом. Глубина внешней впадины — 1,5 км, а внутренней — ещё на километр больше. Таким образом, максимальная глубина кратера — около 2,5 км (по разным оценкам, 2,4 — 2,6 км) или 2,5 % от диаметра. Это удивительно много — на 1,5 км больше, чем у обычных венерианских ударных кратеров такого диаметра.
На радарных снимках кратер выделяется тёмным цветом, причём внутренняя впадина темнее внешней. Видимо, это объясняется тем, что её дно очень гладкое (если луч радара направлен не перпендикулярно поверхности, гладкая поверхность отражает в сторону приёмника относительно мало энергии). Намного меньше здесь и крупномасштабных неровностей. Внешняя тёмная область заполняет внешнюю впадину не полностью: на северо-западе Клеопатры (где высота её дна максимальна) она не достигает края кратера, и её граница здесь проходит всего в 15 км от границы внутренней. В южной части кратера это расстояние достигает 35 км.
Из внутренней впадины выходит извилистый канал шириной несколько километров, который тянется на северо-восток — в сторону тессеры Фортуны. Он получил название «долина Анукет» (лат. Anuket Vallis) в честь древнеегипетской богини Нила. Пройдя около 100 километров, он переходит в застывшие лавовые потоки, которые ветвятся и расходятся в разные стороны. Они заполняют множество долин на востоке гор Максвелла и на западе тессеры Фортуны, а кое-где покрывают и гребни хребтов. Общая площадь этих потоков — 10–20 тысяч км2  (в 1,5–2 раза больше площади кратера). Их максимальная протяжённость (с северо-запада на юго-восток) — 400 км, а максимальное расстояние от центра кратера — 300 км.

## Происхождение
Форма Клеопатры очень своеобразна, и её происхождение стало ясным не сразу: оно вызывало споры среди планетологов более 12 лет. Некоторые интерпретировали её как ударный кратер, а некоторые — как вулканический, причём и для того, и для другого она выглядит странно. В частности, для ударного кратера странным выглядит несовпадение центров внутренней и внешней части, очень большая глубина и обширные лавовые потоки.
Вопрос прояснился только с получением «Магелланом» в 1991 году детальных радарных снимков. Клеопатра всё же оказалась ударным кратером. На это указывает характерное кольцо выбросов и наличие двойного вала. Появился этот кратер, судя по его хорошей сохранности, уже после формирования гор Максвелла (хотя не исключено, что на их противоположном склоне какие-то изменения происходили и позже). Кратеры такого размера возникают на Венере со средней частотой менее 1 за 100 млн лет.
Лава, вытекшая когда-то из Клеопатры, покрывает очень большую площадь. По некоторым оценкам, её слишком много, чтобы её появление можно было объяснить только энергией астероидного удара. Возможно, он вызвал в кратере вулканическую активность (и в таком случае это лучший известный пример вызванного ударом вулканизма). По другим оценкам, для плавления такого объёма пород было достаточно и самого удара (на Венере при падении астероида образуется на четверть больше расплава, чем на Земле, и втрое больше, чем на Луне). По некоторым расчётам, температура в недрах Венеры растёт с глубиной не настолько быстро, чтобы такой удар мог запустить вулканические процессы.
В любом случае необыкновенная глубина Клеопатры, вероятно, объясняется именно вытеканием из неё большого количества вещества, чему поспособствовал большой уклон местности. Её объём превышает ожидаемый примерно на 3000 км3 — как раз столько расплава, по некоторым оценкам, должно было появиться при образовании кратера её диаметра. Немного этого расплава осталось в кратере, сделав его дно довольно гладким, но бо́льшая часть вытекла наружу. Проникнув через пролом в валу, он потёк по склонам гор Максвелла, образовал долину Анукет и залил окрестные низменности. Исходя из упомянутого объёма расплава и наблюдаемой площади выходящих из кратера потоков, их среднюю глубину оценивают в 250 м.
Способность астероидного удара вызвать плавление большого объёма пород может означать, что эти породы близки к температуре плавления и, следовательно, непрочны. Это ставит вопрос, почему сложенные ими высокие горы ещё не разрушились. Возможно, дело в том, что сформировавшие их силы действуют до сих пор, и кора планеты там продолжает сминаться в складки.